# Экваториальная система координат
Экваториа́льная систе́ма координа́т — система небесных координат, в которой фундаментальной плоскостью является плоскость небесного экватора. Экваториальная система координат имеет две формы: первую и вторую экваториальные системы. Первая из них связана с земным шаром и вращается вместе с ним, вторая неподвижна относительно удалённых звёзд.

## Используемые координаты
Одной из координат является либо склонение {\displaystyle \delta }, либо, реже, — полярное расстояние {\displaystyle p}.
Склонение светила лежит в диапазоне от −90° до +90° и равно углу между плоскостью экватора и направлением на светило, причём для светил в северном полушарии эта величина положительна, а в южном — отрицательна.
Полярное расстояние равняется углу между светилом и северным полюсом мира и меняется в диапазоне от 0° до +180°. Склонение и полярное расстояние взаимозаменяемы и тесно связаны: {\displaystyle \delta +p=90^{\circ }}.
Другой координатой может быть либо часовой угол {\displaystyle t}, либо прямое восхождение {\displaystyle \alpha }.
Часовой угол равен длине дуги экватора от небесного меридиана до круга склонения светила и отсчитывается в направлении вращения небесной сферы. Иногда используется понятие «гринвичский часовой угол»: в этом случае вместо небесного меридиана используется гринвичский меридиан.
Прямое восхождение равно длине дуги экватора от точки весеннего равноденствия до круга склонения светила и отсчитывается против направления вращения небесной сферы. С прямым восхождением также связано так называемое звёздное дополнение {\displaystyle \tau ^{\star }}, используемое в навигации: оно также равно длине дуги от точки весеннего равноденствия до круга склонения светила, но отсчитывается в направлении вращения небесной сферы. Таким образом, {\displaystyle \tau ^{\star }+\alpha =360^{\circ }}.
Как правило, эти величины измеряются в часах и лежат в диапазоне от 0ч до 24ч. Соответственно, в градусной мере это от 0° до 360°. Однако иногда считают, что они лежат в пределах от 0° до 180° (от 0ч до 12ч) к западу и от 0° до −180° (от 0ч до −12ч) к востоку.

## Первая экваториальная система координат
В первой экваториальной системе координат используется склонение (или полярное расстояние) и часовой угол. В этой системе координаты неподвижных звёзд непостоянны: у них меняется часовой угол из-за суточного вращения Земли. Однако, в отличие от горизонтальных координат, часовой угол равномерно меняется со временем, а склонение остаётся постоянным. Кроме того, часовой угол точки весеннего равноденствия по определению равен местному звёздному времени.

## Вторая экваториальная система координат
Во второй экваториальной системе координат используется склонение (или полярное расстояние) и прямое восхождение. В отличие от первой экваториальной системы, во второй координаты из-за суточного движения не изменяются, так как точка весеннего равноденствия неподвижна. По этой причине координаты небесных тел удобно хранить и записывать во второй экваториальной системе координат.

## Связь первой и второй экваториальной системы координат
Связь первой и второй экваториальной систем определяется в первую очередь связью часового угла и прямого восхождения. Эти величины связаны со звёздным временем {\displaystyle s}: {\displaystyle s=t+\alpha }. Строго говоря, сумма часового угла и прямого восхождения может быть больше 24h, и в таком случае оказывается верным равенство по модулю 24h.

## Связь с другими системами координат
Для связи с другими системами координат, к примеру, горизонтальной или эклиптической, используется параллактический треугольник.

## Общие характеристики
- Склонение измеряется в градусах, минутах и секундах дуги. Положительное направление — к северу от небесного экватора, отрицательное — к югу. При склонениях следует указывать знак.
- Объект на небесном экваторе имеет склонение 0°.
- Склонение северного полюса небесной сферы равно +90°.
- Склонение южного полюса равно −90°.
- Склонение небесного объекта, который проходит через зенит, равно географической широте наблюдателя.

В Северном полушарии Земли для заданной широты {\displaystyle \varphi }:
- Небесные объекты со склонением {\displaystyle \delta >90^{\circ }-\varphi } не заходят за горизонт.
- Если склонение объекта {\displaystyle \delta <\varphi -90^{\circ }}, то такой объект не будет наблюдаться на этой широте.

Поскольку расположение плоскости небесного экватора вследствие прецессии постепенно изменяется, то для экваториальной системы координат всегда указывают эпоху, которая определяет некоторое расположение основной плоскости и, соответственно, направление на точку весеннего равноденствия. Например, для начала XXI века актуальна эпоха J2000.0, привязанная к моменту 12:00:00 1 января 2000 года по земному времени (TT), поэтому экваториальные координаты светил, публикуемые в современной литературе, обычно указывают для этой эпохи; при этом границы созвездий, утверждённых Международным астрономическим союзом, рассчитаны в экваториальной системе на эпоху 1875 года и до сих пор не менялись. 